# Na Roinn Ìleach
Na Roinn Ìleach (engelska: The Rhinns, The Rhinns of Islay) är en halvö i Storbritannien.   Den ligger i kommunen Argyll and Bute och riksdelen Skottland, i den västra delen av landet, 600 km nordväst om huvudstaden London. Na Roinn Ìleach ligger på ön Islay.